# I liga polska w futsalu (2004/2005)
I liga polska w futsalu 2004/2005 – jedenasta edycja najwyższych w hierarchii rozgrywek klubowych polskiej ligi futsalu. Tytuł Mistrza Polski obronił Baustal Kraków.

## Rozgrywki
Źródło:
| Poziomy ligowe w futsalu w sezonie 2004/2005 | Poziomy ligowe w futsalu w sezonie 2004/2005 | Poziomy ligowe w futsalu w sezonie 2004/2005 | Poziomy ligowe w futsalu w sezonie 2004/2005 |
| Rozgrywki                                    | Poziomy ligowe                               | Liga                                         | Sezon                                        |
| -------------------------------------------- | -------------------------------------------- | -------------------------------------------- | -------------------------------------------- |
| Centralne                                    | I poziom                                     | I Liga                                       | Sezon 2004/2005 (1 grupa)                    |
| Centralne                                    | II poziom                                    | II Liga                                      | Sezon 2004/2005 (2 grupy)                    |
| Regionalne                                   | III poziom                                   |                                              |                                              |

### Tabela
| Lp.    | Drużyna                          | M  | Z  | R | P  | B+  | B-  | +/-  | Pkt. | Uwagi                       |
| ------ | -------------------------------- | -- | -- | - | -- | --- | --- | ---- | ---- | --------------------------- |
| złoto  | Baustal Kraków                   | 22 | 18 | 2 | 2  | 129 | 68  | +61  | 56   | Wyc. po sezonie             |
| srebro | Clearex Chorzów                  | 22 | 17 | 3 | 2  | 129 | 56  | +73  | 54   |                             |
| brąz   | Holiday "Życie Chojnic" Chojnice | 22 | 15 | 3 | 4  | 102 | 64  | +38  | 48   |                             |
| 4      | Akademia Słowa Poznań            | 22 | 11 | 4 | 7  | 103 | 86  | +17  | 37   |                             |
| 5      | P.A. Nova Gliwice                | 22 | 8  | 5 | 9  | 70  | 70  | 0    | 29   |                             |
| 6      | Agra-Marioss Opole               | 22 | 8  | 5 | 9  | 67  | 70  | -3   | 29   | Wyc. po sezonie             |
| 7      | Jango Mysłowice                  | 22 | 8  | 5 | 9  | 65  | 79  | -14  | 29   |                             |
| 8      | Inpuls Siemianowice Śląskie (b)  | 22 | 8  | 4 | 10 | 97  | 99  | -2   | 28   |                             |
| 9      | Radan Gliwice (b)                | 22 | 9  | 1 | 12 | 73  | 77  | -4   | 28   | Baraż/utrz.                 |
| 10     | Owlex Łódź (b)                   | 22 | 6  | 4 | 12 | 78  | 96  | -18  | 22   | Baraż/spadek (*) utrzymanie |
| 11     | Rekord Bielsko-Biała             | 22 | 4  | 3 | 15 | 64  | 106 | -42  | 15   | (*) utrzymanie              |
| 12     | Wulkan Wrocław                   | 22 | 0  | 1 | 21 | 33  | 139 | -106 | 1    | Wycofany                    |

- Po sezonie wycofał się z rozgrywek Bautsal Kraków i Marioss Opole, z tego powodu utrzymał się Owlex Łódź i Rekord Bielsko-Biała.
- Kadimex Chocianów zmienił nazwę na Fire Max AZS Wrocław, a później na Wulkan Wrocław.
- Agra-Marioss Opole zmieniła nazwę na Marioss Opole.
- Wulkan Wrocław wycofał się w trakcie z rozgrywek.

Źródło 

## Baraże o utrzymanie w I lidze
- I para barażowa
  - 3 maja 2005, Marex Chorzów - Owlex Łódź 5:5
  - 8 maja 2005, Owlex Łódź - Marex Chorzów 3:5

- II para barażowa
  - 3 maja 2005, Pogoń 04 Szczecin	 - Radan Gliwice 4:8
  - 8 maja 2005, Radan Gliwice - Pogoń 04 Szczecin 2:3

Źródło 

## Najlepsi strzelcy
Źródło:
| Zawodnik         | Drużyna                     | Bramki |
| ---------------- | --------------------------- | ------ |
| Robert Dąbrowski | Baustal Kraków              | 29     |
| Andrzej Szłapa   | Clearex Chorzów             | 28     |
| Klaudiusz Hirsch | Akademia Słowa Poznań       | 28     |
| Paweł Machura    | Inpuls Siemianowice Śląskie | 27     |
| Krzysztof Marzec | Clearex Chorzów             | 25     |
| Tomasz Kasprzyk  | Clearex Chorzów             | 25     |

## Klasyfikacja medalowa mistrzostw Polski po sezonie
|   | Klub                             | złoto | srebro | brąz |
| - | -------------------------------- | ----- | ------ | ---- |
| 1 | P.A. Nova Gliwice                | 4     | 2      | 2    |
| 2 | Clearex Chorzów                  | 3     | 3      |      |
| 3 | Baustal Kraków                   | 2     | 1      | 1    |
| 4 | Cuprum Polkowice                 | 2     |        | 2    |
| 5 | Jard Gliwice                     |       | 1      |      |
| 5 | Rekord Bielsko-Biała             |       | 1      |      |
| 5 | Opał Gniezno                     |       | 1      |      |
| 5 | Mistreated Jaworzno              |       | 1      |      |
| 5 | Cambras Legnica                  |       | 1      |      |
| 6 | Holiday "Życie Chojnic" Chojnice |       |        | 2    |
| 7 | SUW-TOR Łódź                     |       |        | 1    |
| 7 | Cynk-Mal Legnica                 |       |        | 1    |
| 7 | Goldenmajer Kraków               |       |        | 1    |
| 7 | Jango Gliwice                    |       |        | 1    |

## Źródła
- futsalekstraklasa.pl